# George Henry Thomas

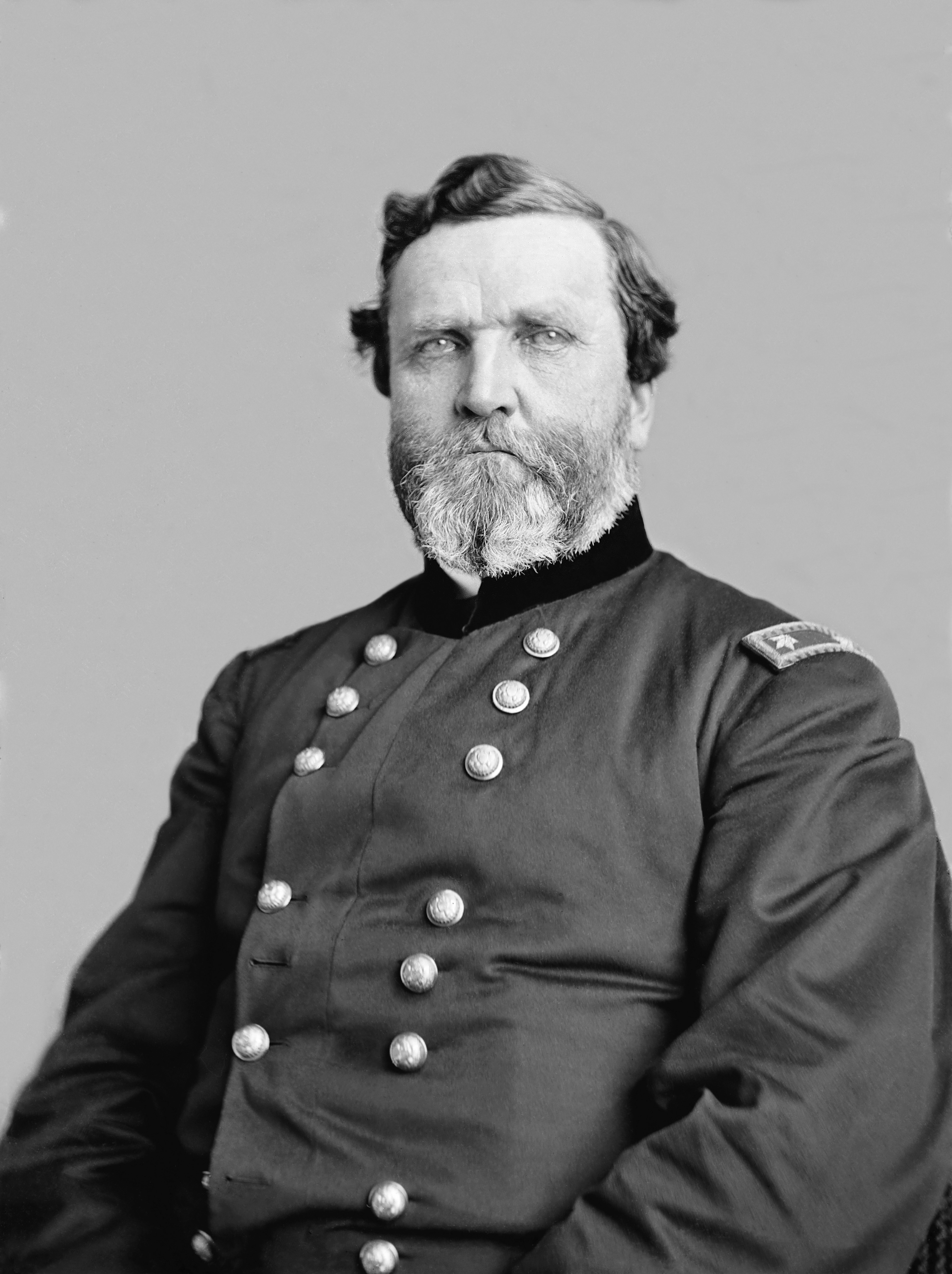
George Henry Thomas.

George Henry Thomas, född den 31 juli 1816 i Southampton County, Virginia, död den 28 mars 1870 i San Francisco, var en amerikansk general. 
Thomas utexaminerades 1840 från militärskolan i West Point, där han 1851–1854 var anställd som lärare, samt deltog i strider mot indianerna och 1846-1847 i mexikanska fälttåget. Vid det amerikanska inbördeskrigets utbrott 1861 ställde han sig på nordstaternas sida och kommenderade först som överste, sedermera som brigadgeneral en kår frivilliga, med vilken han slog general Zollicoffer vid Mill Springs i Kentucky (19 januari 1862) och särskilt utmärkte sig vid Chickamauga (19 september 1863). Den fasthet, varmed hans kår hindrade nederlaget att medföra den slagna arméns fullständiga upplösning, förvärvade honom hedersnamnet "Chickamaugas klippa". Thomas tog som befälhavare över Cumberlandarmén framstående del i segern vid Chattanooga (22–25 november samma år), och som brigadgeneral vid reguljära armén vann han 15–16 december 1864 vid Nashville en synnerligen betydelsefull seger över general Hood, vars armé blev fullständigt uppriven. Thomas, vars tidigare dröjsmål att slå till, föranlett Grant att sända general Logan för att avlösa honom i befälet, befordrades nu till generalmajor och erhöll en tacksägelseadress från kongressen. Vid sin död var han befälhavare för Stillahavsfördelningen i Förenta staternas armé.